# Aedes pubescens
Aedes pubescens är en tvåvingeart som beskrevs av Edwards 1925. Aedes pubescens ingår i släktet Aedes och familjen stickmyggor. Inga underarter finns listade i Catalogue of Life.